# Jon Roberts
Jon Roberts (ur. 21 czerwca 1948 jako John Riccobono w Nowym Jorku, zm. 28 grudnia 2011) – diler narkotykowy oraz przemytnik, który został okrzyknięty najważniejszym przedstawicielem kartelu z Medellín w USA. Działał w okolicach amerykańskiego miasta Miami w latach wzrostu handlu kokainą (1975-1986), a według rządu i FBI wraz ze swoim wspólnikiem Mickeyem Mundayem przemycili na terytorium USA kokainę wartości 2,3 mld dolarów (chociaż inne źródła federalne podają, że wartość przemyconej przez nich kokainy grubo przekraczała 15 mld dolarów). Faktem jest, że przemycili zdecydowaną większość kokainy jaką produkował kartel z Medellín.

## Wczesne lata życia
Roberts urodził się w Nowym Jorku. Po zatrzymaniu go przez policję za porwanie w 1965, otrzymał możliwość anulowania wyroku poprzez służbę wojskową. Roberts twierdzi, że przez cztery lata służył w 101. Dywizji Powietrznodesantowej podczas wojny wietnamskiej. W trakcie walk został ranny, wskutek czego do jego czaszki konieczne było przytwierdzenie metalowej płytki. W roku 1974 po zakończeniu pracy dla członków nowojorskiej mafii jako menedżer klubu i restaurator, Roberts przeniósł się do Miami pod presją Rodziny Gambino dla której pracował (w związku z morderstwem policjanta Jon skupiał na sobie uwagę policji i powinien usunąć się w cień).

## Wejście do kartelu z Medellín
W związku z rosnącym zapotrzebowaniem na kokainę, Jon uznał swoich kubańskich dostawców za niezdolnych do spełnienia jego oczekiwań. Max Mermelstein zapoznał Jona z przedstawicielem kartelu z Medellin. Tym przedstawicielem był Rafael „Rafa” Cardona Salazar.
Poprzez swoją dziewczynę, Roberts poznał Mickeya Mundaya. Munday był genialnym mechanikiem, który przerabiał samochody i samoloty tak aby mogły transportować więcej kokainy. Poza tym był doskonałym pilotem, a w późniejszym okresie dzięki jego pomysłom przemyt kokainy do USA był tak skuteczny. Początkowo, Mickey obawiał się Jona, który podjechał czarnym mercedesem, „na którym było napisane, że należy do dilera narkotyków”. Stwierdził on również, że krzykliwy samochód Jona i jego ostentacyjny styl życia, złożyły się na obraz „kogoś, z kim nie chciałbym mieć do czynienia”.
Jednak Jon i Mickey rozpoczęli współpracę pod nadzorem Maxa Mermelsteina, który zawarł umowę z Rafaelem Cardoną na zarządzanie transportem z Kolumbii do Miami. Nadzorował więc przewóz ładunków do dziupli kartelu w okolicach Miami. Jon był w stanie zwiększyć swoje miesięczne dochody z biznesu kokainowego poprzez takie bezpośrednie połączenia. Max i Mickey utworzyli szlaki dla transportów do Kolumbii, używając łodzi, firm holowniczych, dziupli i pasów lotniczych, w ten sposób tworząc efektywny szlak transportowy dla kartelu. Wspólnie wprowadzili przemyt na nowy poziom. Używali policyjnych i federalnych częstotliwości radiowych aby monitorować bieżące działania Służby Celnej i Straży Wybrzeża i unikać wykrycia. Aby uniknąć wykrycia korzystali z nieużywanych wojskowych lotnisk oraz baz zamkniętych po upadku programu Nike Ajax. Bazy te miały świetnie utrzymane pasy startowe, natomiast po upadku programu były kompletnie puste. Kiedy lądowanie w Miami stawało się zbyt ryzykowne, Munday wpadł na pomysł aby zrzucać paczki z kokainą do oceanu kilkadziesiąt kilometrów od wybrzeży USA, a dzięki nadajnikom podczerwieni paczki można było spokojnie odnaleźć i wyłowić następnego dnia z pomocą kutrów rybackich. Roberts twierdzi, że zarobił około 300 milionów USD na handlu kokainą w tym okresie (ciężko jest ocenić realny zarobek z przemytu, ponieważ masa pieniędzy była lokowana w nieruchomościach, inwestycjach. Na podstawie relacji Robertsa można szacować, że jego dochód w tamtych latach grubo przekraczał 300 milionów USD, chociażby dlatego, że 150 mln USD w gotówce ulokował w Panamie u generała Noriegi. Jon, według prywatnych i przybliżonych wyliczeń, wydał ponad 50 milionów dolarów z tych pieniędzy na ekstrawagancki styl życia.

## Upadek i śmierć
Mermelstein grał rolę wysoko postawionego dilera narkotykowego i przemytnika, pracując dla członka kartelu, Rafaela Cardony Salazara oraz współpracując z grupą transportową Mundaya. Został zatrzymany w roku 1985 przez Miami Police Department za handel dużą ilością narkotyków. Mermelstein został zdradzony przez kalifornijskiego dilera, który przekazał informacje o nim do DEA w zamian za niższy wyrok. Ten diler został złapany razem z Johnem DeLoreanem podczas próby przemytu 25 kilogramów kokainy. Max został wtedy świadkiem koronnym, zeznającym przeciwko Kartelowi z Medellin i przekazał informacje, które doprowadziły do rozpadu Medellin w Miami. 20 września 1986 roku, w godzinach przedpołudniowych, w nieco ponad rok po aresztowaniu Mermelsteina, DEA (przy współpracy ze władzami lokalnymi i federalnymi) urządziła nalot na obszary Florydy, na których była przechowywana i transportowana kokaina Mundaya i Robertsa. Roberts został aresztowany, a później zbiegł i jako uciekinier przebywał na terytorium Kolumbii i w innych częściach świata. Ostatecznie w 1992 został złapany i osadzony w więzieniu, z którego w końcu wyszedł na wolność w 1996 (wyrok został skrócony w zamian za jego współpracę i zeznania). Jon spędził swoje ostatnie lata wraz z żoną Noemi wychowując syna Juliana, w Hollywood na Florydzie. W 2011 zmarł na raka w wieku 63 lat.